# Gy 2011

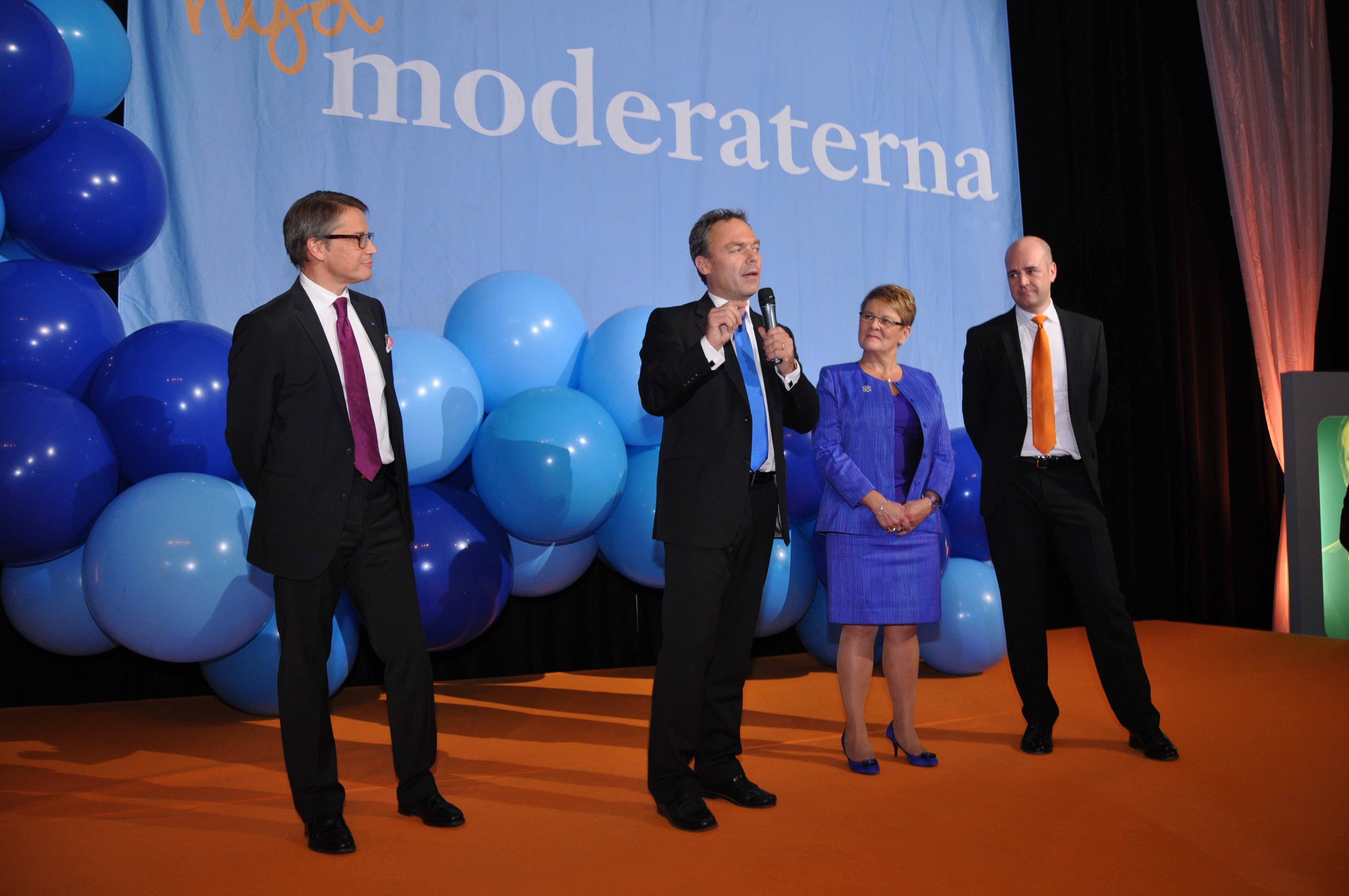
Gy 2011 grundar sig på en proposition av regeringen Reinfeldt.

Läroplan, examensmål och gymnasiegemensamma ämnen för gymnasieskola 2011 (Gy 2011) är en läroplan med mera som innebar omfattande förändring av Sveriges gymnasieutbildning. Reformen gällde från och med läsåret 2011/2012. Elever som påbörjat sin gymnasieutbildning under läroplanen från 1994 fortsatte med den. Bland annat skedde förändringar inom ämnesplaner, examen, gymnasieprogram och behörighetskrav till gymnasiet. Även betygsskalan ändras till en skala på A–F där A är det högsta betyget och F icke godkänt. Reformen ska leda till att ungdomarna på yrkesprogrammen blir bättre förberedda för yrkeslivet och att ungdomarna på de högskoleförberedande programmen blir bättre förberedda för högskolestudier. Den nya gymnasieskolan grundar sig på regeringen Reinfeldts proposition 2008/09:199 och utredningen SOU:2008:27.

## Sammanfattning av förändringarna i Gy 2011[4]
- Högre behörighetskrav till gymnasieskolan
- Förändrat betygssystem
- Större skillnad mellan yrkesprogram och högskoleförberedande program
- Yrkesexamen respektive högskoleförberedande examen införs
- Skärpta krav på grundläggande högskolebehörighet
- Yrkesämnena får större plats på yrkesprogrammen
- Lärlingsutbildning införs
- Arbetslivet får inflytande över yrkesutbildningen
- Programstrukturen förändras
- Historia blir obligatoriskt ämne på alla program

## Nationella gymnasieprogram från och med läsåret 2011/2012

### Högskoleförberedande program
- Ekonomiprogrammet
- Estetiska programmet
- Humanistiska programmet
- Naturvetenskapsprogrammet
- Samhällsvetenskapsprogrammet
- Teknikprogrammet

De högskoleförberedande programmen tjänar till att ge eleverna högskolebehörighet och därmed kunna läsa på universitet eller högskola efter gymnasiet.

### Yrkesprogram
- Barn- och fritidsprogrammet
- Bygg- och anläggningsprogrammet
- El- och energiprogrammet
- Fordons- och transportprogrammet
- Handels- och administrationsprogrammet
- Hantverksprogrammet
- Hotell- och turismprogrammet
- Industritekniska programmet
- Naturbruksprogrammet
- Restaurang- och livsmedelsprogrammet
- VVS- och fastighetsprogrammet
- Vård- och omsorgsprogrammet

De yrkesförberedande programmen tjänar till att ge eleverna möjlighet att få arbete efter sina gymnasiestudier.

## Barn- och fritidsprogrammet

### Fritid och hälsa
Denna inriktning ger kunskaper om människors fritid och om olika fritids- och friskvårdsverksamheter samt om människors hälsa och hälsofrämjande arbete. 
Exempel på yrken:
- Bad- och sporthallspersonal
- Personal inom idrotts- och fritidsanläggningar
- Personlig tränare
- Pedagogiskt arbete

### Pedagogiskt arbete
Denna inriktning ger kunskaper om barns och ungdomars utveckling, lärande, behov och rättigheter samt om olika pedagogiska verksamheter. Exempel på yrken:
- Barnskötare
- Elevassistent
- Socialt arbete

### Socialt arbete
Denna inriktning ger kunskaper om sociala processer och förhållanden och om socialpolitiska områden för att lära sig hur man bemöter människor i olika situationer. 
Exempel på yrken:
- Väktare
- Personlig assistent

Stöd och service inom funktionshinderområdet
(Skolverket) .

## Bygg- och anläggningsprogrammet

### Anläggningsfordon
Denna inriktning ger kunskap om schaktning och materialförflyttning inom väg- och ledningsarbete samt trafikkunskap. 

### Husbyggnad
Denna inriktning ger kunskaper i nybyggnation, renovering och ombyggnation av bostäder och lokaler samt även av broar och andra anläggningskonstruktioner. 
Exempel på yrkesutgångar:
- Golvläggare
- Murare
- Träarbetare
- Mark och anläggning

### Mark och anläggning
Denna inriktning ger kunskaper i markarbeten för vägar, järnvägar, husgrunder, ledningar, gröna ytor samt asfalt-, platt- och stenbeläggningar. 
Exempel på yrkesutgångar:
- Beläggningsarbetare
- Järnvägstekniker
- Väg- och anläggningsarbetare

### Måleri
Denna inriktning ger kunskaper i ny- och ommålning av invändiga och utvändiga ytor, uppsättning av olika väggbeklädnadsmaterial samt kunskaper om färgens estetiska och skyddande värden. 
Exempel på yrkesutgångar:
- Byggnadsmålare
- Målare

### Plåtslageri
Denna inriktning ger kunskaper i plåtslageri i en kombination av design och teknisk funktion för att förse byggnader med klimatskydd och fungerande inneklimat. 
Exempel på yrkesutgångar:
- Byggnadsplåtslagare
- Ventilationsplåtslagare
- Plåtslageri"

(Skolverket) .

## El- och energiprogrammet
El- och energiprogrammet har fyra inriktningar.

### Automation
Inriktningen automation ska ge systemorienterade kunskaper i brytningen mellan elektroteknik, datorteknik samt drift- och underhållsteknik. Detta innebär att inriktningen ska utveckla elevernas förmåga att planera, installera och sätta automatiserade produktionssystem i drift. Inriktningen ska också utveckla elevernas förmåga att yrkesmässigt arbeta med underhållsarbete och felsökning i industriella anläggningar. 
Exempel på yrkesutgångar:
- automationstekniker
- processtekniker
- industrielektriker

### Dator- och kommunikationsteknik
Inriktningen dator- och kommunikationsteknik ska ge kunskaper i att yrkesmässigt installera, administrera, underhålla och reparera dator- och kommunikationssystem samt kunskaper om informationssäkerhet. Inriktningen ska också utveckla elevernas förmåga att arbeta med system för presentation av data, bild, ljud och interaktiva tekniker. 
Exempel på yrkesutgångar
- nätverkstekniker
- teknisk säljare
- supporttekniker
- servicetekniker.

### Elteknik
Inriktningen elteknik ska ge kunskaper i att installera, underhålla och reparera elanläggningar, eldistributionsnät, larm samt tv- och datanät.
Exempel på yrkesutgångar
- elektriker verksam inom installation, eldistribution eller industrin.
- hisstekniker
- larmtekniker.

### Energiteknik
Inriktningen energiteknik ska ge kunskaper i att genomföra drift- och underhållsarbeten samt servicefunktioner inom energi-, miljö- och vattenteknikbranscherna samt processbaserade branscher. Inriktningen ska leda till att eleverna utvecklar förmåga att arbeta med specialiserade funktioner i många olika yrken inom energi- och processbranscherna. 
Exempel på yrkesutgångar
- drift- och underhållstekniker
- driftoperatör
- vattenmiljötekniker
- laborant.

Samtliga inriktningar kan leda till fortsatta studier på yrkeshögskola. (Skolverket) .

## Introduktionsprogram
Det som tidigare hetat Individuella programmet, IV heter inom Gy 2011 introduktionsprogrammet.

## Språkintroduktion
Det som tidigare hette IVIK heter inom Gy 2011 Språkintroduktion. Det nya gymnasieförberedande programmet språkintroduktion kommer att lägga större vikt vid språk än vad som tidigare gjordes på IVIK. Språkundervisningen kommer således att bli mer intensiv och mer omfattande.

## Lokala varianter
Det kommer inom ramen för Gy 2011 att vara svårt för kommun eller annan huvudman att starta program som inte tillhör de ordinarie programmen. Detta för att man ska kunna säkerställa att den utbildning som varje elev får är god och förbereder eleven för vidare studier eller arbete.

### Marinteknik
Marintekniksprogrammet på Vadsbogymnasiet i Mariestad är en av få godkända lokala yrkesutbildningar i landet.

### IVAK
Ett exempel på en lokal variant som kommer att bestå är Kungsgårdsgymnasiets samhällsvetenskapliga program för personer med Aspergers syndrom, IVAK. 
Skillnader mot ordinarie program
På IVAK har eleverna ett eget klassrum med egna datorer. Lärarna undervisar på IVAK, där eleverna vistas större delen av dagen. IVAK är en integrerad del av Kungsgårdsgymnasiet. Eleverna på IVAK har mer tid till varje ämne än vad ordinarie program har. Detta leder i sin tur till att gymnasietiden kan variera från tre till fyra år beroende på hur fort eleverna läser de kurser som ingår i programmet.

## Spetsutbildningar
Vissa svenska gymnasieskolor erbjuder spetsutbildning i studieförberedande program, där eleverna får möjlighet att läsa högskolekurser.